# La Maison de cire
Pour plus de détails, voir Fiche technique et Distribution.
La Maison de cire (House of Wax) est un film d'horreur australo-américain de 2005, réalisé par Jaume Collet-Serra. Le film est un remake du long-métrage L'Homme au masque de cire, réalisé en 1953 par le cinéaste hongrois André de Toth, avec Vincent Price dans le rôle du conservateur du musée de cire. 
Le film fut projeté dans plusieurs festivals comme le Tribeca Film Festival, le New York Film Critics Circle Awards, le Toronto Film Festival, le Los Angeles Brazilian Film Festival et le BFI London Film Festival entre autres. Il a remporté cinq récompenses et fut nommé à dix reprises.

## Synopsis
Les frères et sœurs jumeaux Carly et Nick Jones, ainsi que leurs amis Wade, Paige, Blake et Dalton sont en route pour un match de football. La veille du match, le groupe, fatigué, décide de camper la nuit dans une zone boisée isolée, trouvant qu’il est trop tard pour voyager plus loin. Cette nuit-là, un étranger dans un camion arrive à l’improviste et les observe attentivement. Blake et Dalton demandent au conducteur de partir, et lorsque leur demande est ignorée, Nick jette une bouteille sur l'un des phares de la voiture, le brisant. Alors le camion s'en va, mais lorsque les amis dorment, ils sont filmés à leur insu par un mystérieux personnage. Carly est réveillée après avoir entendu un bruit, mais ne trouve rien après enquête. Le lendemain matin, Wade découvre que la courroie du ventilateur de sa voiture est cassée tandis que Carly trébuche et tombe dans une grande fosse pleine de restes d'animaux mort sur la route. Le groupe lui vient en aide et rencontre ensuite un homme près de la fosse nommé Lester, qui propose de conduire Carly et Wade à la ville voisine d’Ambrose pour une nouvelle courroie de ventilateur, tandis que les autres se rendent au match.
Carly et Wade arrivent à l’extérieur d’Ambrose, qui apparaît initialement comme une ville fantôme. Ils rencontrent le propriétaire de la station-service Bo Sinclair, qui leur propose de leur vendre une courroie de ventilateur plus tard dans la journée. En attendant, le duo visite la Maison de cire locale, un musée de cire qui est lui-même fait de cire et qui est la caractéristique centrale de la ville. Plus tard dans la nuit, le couple suit Bo chez lui pour obtenir la courroie du ventilateur et Bo offre les toilettes de la maison à Wade. Alors qu’il explore, Wade est pris en embuscade par le frère défiguré de Bo, Vincent, qui l’amène à son atelier dans le sous-sol de la Maison de Cire et couvre son corps de cire fondue. Carly remarque que le camion de Bo a un phare cassé et se rend compte que c’est lui qui a visité le camping la nuit précédente. Elle tente d’échapper à Bo mais il l’enlève, la retient dans la cave de la station-service et lui colle la bouche à l'aide de cire.
Coincés dans la circulation sur le chemin du match de football, Paige et Nick convainquent Blake de faire demi-tour et de retourner au camping. Dalton et Nick se dirigent vers Ambrose pour trouver Carly et Wade, tandis que Blake et Paige restent pour avoir des relations sexuelles. En arrivant à la station-service, Nick parle avec Bo, qui coupe le bout du doigt de Carly quand elle tente d’attirer l’attention de Nick depuis la cave. Son frère entend les appels à l’aide de Carly après qu'elle s'est retirée la cire de la bouche, et il repousse Bo avant d'aller libérer sa sœur. Pendant ce temps, Dalton explore le musée, et découvre Wade, coincé sous une couche de cire, il semble inanimé mais quand Dalton pose son doigt sur sa peau, les yeux de Wade bougent, indiquant que, bien qu'il soit couvert de cire, il est toujours vivant. Dalton tente de le libérer en arrachant des morceaux de cire sur Wade, mais, ce faisant, il est pris en embuscade puis assassiné par Vincent. Wade meurt définitivement lorsque, Vincent voulant tuer Dalton à la machette, celui-ci esquive au dernier moment et la machette tranche la partie droite de la mâchoire de Wade.
Carly et Nick réalisent que les figurines de cire sont en fait les cadavres enduits de cire des visiteurs attirés dans Ambrose. Alors qu’ils se réfugient chez les Sinclair dans la maison, Carly trouve des coupures de journaux révélant que Bo et Vincent sont nés siamois et que leur père les avait séparés chirurgicalement, laissant le visage de Vincent fortement défiguré. La Maison de cire a été créée par la mère des Sinclair, Trudy, qui est morte avant son achèvement. Bo et Vincent tentent maintenant de réaliser la vision de leur mère, mais Bo a commencé à manipuler son frère pour assassiner des gens afin de rendre les figures de cire plus réalistes.
Après avoir tué Blake près du camping, Vincent poursuit Paige et l’empale avec un bâton (il est sous-entendu que dans le film, Paige était enceinte mais n'a pas pu le dire à Blake, car ils sont tous les deux tués par Vincent). Carly et Nick se cachent dans la Maison de Cire et découvrent le corps enduit de cire de Dalton dans l’atelier de Vincent avant d’être attaqués par les Sinclair. Nick met le feu à la pièce, faisant propager les flammes partout dans la maison de cire et brûlant tout, y compris les statues de cire, tandis que Carly bat Bo à mort. Après que Vincent a poursuivi Carly à l’étage, elle tente de le raisonner sur la manipulation de son frère, mais elle et Nick parviennent à le poignarder et à le tuer. Les frères et sœurs s’échappent alors du bâtiment alors qu’il fond au sol.
Le lendemain, la police arrive et rapporte qu’Ambrose avait été abandonné pendant des années.
Le shériff apprend que les Sinclair étaient en réalité 3 frères et non 2.
On peut donc facilement comprendre que Lester est le troisième frère des Sinclair.
Alors que Nick et Carly sont emmenés à l’hôpital, ils croisent Lester qui leur sourit et leur fait un signe d'au revoir tandis qu’ils quittent la ville dans l'ambulance.

## Fiche technique
- Titre : La Maison de cire
- Titre original : House of Wax
- Réalisation : Jaume Collet-Serra
- Scénario : Chad Hayes et Carey W. Hayes d'après une histoire de Charles Belden
- Musique : John Ottman
- Directeur de la photographie : Stephen F. Windon
- Montage : Joel Negron
- Distribution : Mary Gail Artz et Barbara Cohen
- Création des décors : Graham Walker
- Direction artistique : Brian Edmonds et Nicholas McCallum
- Décorateur de plateau : Beverley Dunn
- Création des costumes : Alex Alvarez et Graham Purcell
- Supervision des effets de maquillage : Jason Baird
- Effets visuels : Photon VFX
- Producteurs : Joel Silver, Robert Zemeckis et Susan Levin
- Coproducteur : Richard Mirisch
- Producteurs exécutifs : Bruce Berman (en), Herbert W. Gains et Steve Richards
- Producteur associé : Erik Olsen
- Compagnies de production : Dark Castle Entertainment, Silver Pictures, Village Roadshow Pictures et Warner Bros Pictures
- Compagnie de distribution : Warner Bros Pictures
- Durée : 113 minutes
- Genres : Horreur, slasher, thriller
- Dates de sortie : 
  -  États-Unis : 6 mai 2005
  -  France : 25 mai 2005
- Film interdit aux moins de 16 ans lors de sa sortie en salle en France.

## Distribution
- Elisha Cuthbert (VF : Chloé Berthier ; VQ : Aline Pinsonneault) : Carly Jones
- Chad Michael Murray (VF : Axel Kiener ; VQ : Patrice Dubois) : Nick Jones
- Brian Van Holt (VF : Tanguy Goasdoué ; VQ : Daniel Picard) : Bo / Vincent
- Paris Hilton (VF : Céline Ronté ; VQ : Catherine Trudeau) : Paige Edwards
- Jared Padalecki (VF : Alexis Victor ; VQ : Claude Gagnon) : Wade Felton
- Jon Abrahams (VF : Tony Marot ; VQ : Antoine Durand) : Dalton Chapman
- Robert Ri'chard (VF : Diouc Koma ; VQ : Dany Michaud) : Blake Johnson
- Damon Herriman (VQ : Louis-Philippe Dandenault) : Lester Sinclair
- Andy Anderson (VF : Patrick Béthune ; VQ : Jacques Lavallée) : Shérif
- Dragitsa Debert (VF : Martine Irzenski) : Trudy Sinclair
- Murray Smith : Dr Victor Sinclair
- Thomas Adamson : Bo jeune
- Sam Harkess : Vincent jeune

## Accueil critique

### En France
En France, le film reçoit un accueil favorable, avec une note critique de 3,7 / 5 sur AlloCiné.

### Aux États-Unis
Par contre, aux États-Unis, le film reçoit un accueil défavorable avec 28 % de critiques positives sur Rotten Tomatoes.
Mais le critique de film Stephen Hunter, du "Washington Post" a donné au film un taux de 80 % de satisfaction : "Ce film vous apporte quelque chose, comme aucun autre film depuis des années. Par contre, si n´êtes pas fan de films d´horreur, pas la peine de vous l´infliger."
Un autre critique, Mick LaSalle du San Francisco Chronicle a donné au film un taux de 75 % de satisfaction, il a écrit : "Dans un mois, personne ne parlera de ce film, plus jamais. Pourtant, avec une telle photographie, une seule question importe vraiment : est-ce amusant? Oui. Beaucoup. Certainement."

## Prix et nominations

### Récompense
- Razzie Awards 2005 : Meilleur  second rôle féminin - Paris Hilton

- Teen Choice Awards 2005 : Meilleur acteur: Action / Aventure / Thriller - Chad Michael Murray
- Teen Choice Awards 2005 : Meilleur film d'horreur - 'La Maison de cire
- Teen Choice Awards 2005 : Meilleure scène cri de l'année "Le cri de Paige quand elle est traquée par le tueur " - Paris Hilton

### Nominations
- Teen Choice Awards 2005 : Meilleure actrice: Action / Aventure / Thriller - Elisha Cuthbert
- Teen Choice Awards 2005 : Meilleur combat - Elisha Cuthbert
- Teen Choice Awards 2005 : Choice Movie Breakout Performance - Homme - Jared Padalecki
- Teen Choice Awards 2005 : Choice Movie Breakout Performance - Femme - Paris Hilton
- Teen Choice Awards 2005 : Choice le film Rumble -  Elisha Cuthbert, Chad Michael Murray e Brian Van Holt.
- MTV Movie Awards 2005 : Meilleure performance effrayant - Paris Hilton
- International Film Music Critics Award (IFMCA) : Meilleure musique originale pour une Horreur / Thriller Film - John Ottman
- The Stinkers Bad Movie Awards : Film d'horreur moins effrayant - 'La Maison de cire
- The Stinkers Bad Movie Awards : Pire Remake - 'La Maison de cire
- Razzie Awards 2006 : Pire film - Joel Silver Robert Zemeckis Susan Levin
- Razzie Awards 2006 : Pire remake ou suite - Joel Silver Robert Zemeckis Susan Levin